# Mictlantecuhtli

Rappresentazione di Mictlantecuhtli

Mictlanteculhtli ("signore di Mictlan"), secondo la mitologia azteca, era il dio dei morti e Re di Mictlan, la parte più profonda degli inferi. Veniva raffigurato come uno scheletro, o una persona che indossava un teschio dentato o un cappello a cono pieghettato e vestiti di carta. Veniva associato ai ragni, ai gufi ed ai pipistrelli.
Sua moglie era Mictecacihuatl. Entrambi costituivano l'opposizione binaria del principio di disaggregazione dei corpi. I Maya lo identificavano con il loro dio "A".